# Frank Shamrock
Frank Shamrock, nascido Frank Alisio Juarez III (Santa Mônica, 8 de dezembro de 1972) é um ex-lutador de artes marciais mistas norte-americano. Foi campeão em quatro organizações distintas: UFC, WEC, Pancrase e Strikeforce. Ele é irmão adotado do membro do Hall da Fama do UFC Ken Shamrock.

## Vida
Aos 12 anos de idade, Frank Juarez já tinha sido colocado em vários lares adotivos, abrigos e centros de ajuda para pessoas que sofreram violência doméstica. Ele também teve alguns problemas com a lei. Até que Frank foi morar com Bob Shamrock, que já tinha abrigado vários meninos problemáticos, incluindo seu irmão mais velho, também adotado, Ken. Aos 18 de anos, Frank foi morar com Bob Shamrock em Susanville, na Califórnia, e foi oficialmente adotado aos 21 anos.

## Cartel no MMA
| Res.    | Cartel  | Oponente          | Método                               | Evento                                               | Data       | Round | Tempo | Local                  | Notas                                                                      |
| ------- | ------- | ----------------- | ------------------------------------ | ---------------------------------------------------- | ---------- | ----- | ----- | ---------------------- | -------------------------------------------------------------------------- |
| Derrota | 23–10–1 | Nick Diaz         | Nocaute Técnico (golpes)             | Strikeforce: Shamrock vs. Diaz                       | 11/04/2009 | 2     | 3:57  | San Jose, Califórnia   | Peso Casado (81 kg). Anunciou aposentadoria.                               |
| Derrota | 23–9–1  | Cung Le           | Nocaute Técnico (braço quebrado)     | Strikeforce: Shamrock vs. Le                         | 26/03/2008 | 3     | 5:00  | San Jose, Califórnia   | Perdeu o Cinturão Peso-Médio do Strikeforce.                               |
| Vitória | 23–8–1  | Phil Baroni       | Finalização técnica                  | Strikeforce: Shamrock vs. Baroni                     | 02/06/2007 | 2     | 4:00  | San Jose, Califórnia   | Ganhou o Cinturão Peso-Médio do Strikeforce.                               |
| Derrota | 22–8–1  | Renzo Gracie      | Desqualificação                      | EliteXC: Destiny                                     | 10/02/2007 | 2     | 2:00  | Southaven, Mississipi  |                                                                            |
| Vitória | 22–7–1  | César Gracie      | Nocaute (golpes)                     | Strikeforce: Shamrock vs. Gracie                     | 10/03/2006 | 1     | 0:20  | San Jose, Califórnia   | Estreia nos Médios e no Strikeforce.                                       |
| Vitória | 21–7–1  | Bryan Pardoe      | Finalização (chave de braço)         | WEC 6                                                | 27/03/2003 | 1     | 1:46  | Lemoore, Califórnia    | Ganhou o Cinturão Meio-Pesado do WEC.                                      |
| Vitória | 20–7–1  | Elvis Sinosic     | Decisão                              | K-1 World Grand Prix 2000                            | 10/12/2000 | 5     | 3:00  | Tóquio                 |                                                                            |
| Vitória | 19–7–1  | Tito Ortiz        | Finalização (cotoveladas)            | UFC 22                                               | 24/09/1999 | 4     | 4:42  | Lake Charles, Luisiana | Defendeu o Cinturão Meio-Pesado do UFC e deixou o UFC. Luta do Ano (1999). |
| Vitória | 18–7–1  | John Lober        | Finalização (golpes)                 | UFC Brazil                                           | 16/10/1998 | 1     | 7:40  | São Paulo              | Defendeu o Cinturão Meio-Pesado do UFC.                                    |
| Vitória | 17–7–1  | Jeremy Horn       | Finalização (chave de joelho)        | UFC 17                                               | 15/05/1998 | 1     | 16:28 | Mobile, Alabama        | Defendeu o Cinturão Meio-Pesado do UFC.                                    |
| Vitória | 16–7–1  | Igor Zinoviev     | Nocaute (slam)                       | UFC 16                                               | 13/03/1998 | 1     | 0:22  | Nova Orleans, Luisiana | Defendeu o Cinturão Meio-Pesado do UFC.                                    |
| Vitória | 15–7–1  | Kevin Jackson     | Finalização (chave de braço)         | UFC Japão                                            | 21/12/1997 | 1     | 0:16  | Yokohama               | Ganhou o Cinturão Meio-Pesado do UFC.                                      |
| Vitória | 14–7–1  | Enson Inoue       | Desqualificação (invasão)            | Vale Tudo Japan 1997                                 | 29/11/1997 | 2     | 7:17  | Yokohama               | Egan Inoue entrou dentro do ringue.                                        |
| Vitória | 13–7–1  | Wes Gassaway      | Nocaute (socos)                      | World Pankration Championships 1                     | 26/10/1997 | 1     | 11:54 | Texas                  |                                                                            |
| Vitória | 12–7–1  | Tsuyoshi Kohsaka  | Decisão (unânime)                    | Rings: Extension Fighting 7                          | 26/09/1997 | 1     | 30:00 | Japão                  |                                                                            |
| Derrota | 11–7–1  | John Lober        | Decisão Técnica (dividida)           | SuperBrawl 3                                         | 17/01/1997 | 1     | 30:00 | Honolulu, Havaí        |                                                                            |
| Derrota | 11–6–1  | Kiuma Kunioku     | Decisão (unânime)                    | Pancrase: Truth 10                                   | 15/12/1996 | 1     | 20:00 | Tóquio                 |                                                                            |
| Derrota | 11–5–1  | Yuki Kondo        | Nocaute (chute na cabeça)            | Pancrase: 1996 Anniversary Show                      | 07/09/1996 | 1     | 12:43 | Chiba                  |                                                                            |
| Vitória | 11–4–1  | Manabu Yamada     | Finalização (mata-leão)              | Pancrase: 1996 New-Blood Tournament, Round 1         | 22/07/1996 | 1     | 12:44 | Tóquio                 |                                                                            |
| Derrota | 10–4–1  | Bas Rutten        | Nocaute Técnico (interrupção médica) | Pancrase: Truth 5                                    | 16/05/1996 | 1     | 11:11 | Tóquio                 |                                                                            |
| Vitória | 10–3–1  | Osami Shibuya     | Decisão (unânime)                    | Pancrase: Truth 4                                    | 08/04/1996 | 1     | 15:00 | Tóquio                 |                                                                            |
| Vitória | 9–3–1   | Ryushi Yanagisawa | Decisão (unânime)                    | Pancrase: Truth 2                                    | 02/03/1996 | 1     | 20:00 | Kobe                   |                                                                            |
| Vitória | 8–3–1   | Minoru Suzuki     | Finalização (chave de joelho)        | Pancrase: Truth 1                                    | 28/01/1996 | 1     | 22:53 | Yokohama               |                                                                            |
| Vitória | 7–3–1   | Vernon White      | Finalização (chave de aquiles)       | Pancrase: Eyes Of Beast 7                            | 14/12/1995 | 1     | 5:23  | Sapporo                |                                                                            |
| Vitória | 6–3–1   | Masakatsu Funaki  | Finalização (chave de dedo)          | Pancrase: Eyes Of Beast 6                            | 04/11/1995 | 1     | 10:31 | Yokohama               |                                                                            |
| Vitória | 5–3–1   | Takafumi Ito      | Finalização (mata-leão)              | Pancrase: 1995 Anniversary Show                      | 01/09/1995 | 1     | 7:23  | Tóquio                 |                                                                            |
| Derrota | 4–3–1   | Bas Rutten        | Decisão (dividida)                   | Pancrase: 1995 Neo-Blood Tournament, Round 2         | 23/07/1995 | 1     | 15:00 | Tóquio                 |                                                                            |
| Vitória | 4–2–1   | Takaku Fuke       | Finalização (mata-leão)              | Pancrase: Eyes of Beast 5                            | 13/06/1995 | 1     | 8:16  | Sapporo                |                                                                            |
| Empate  | 3–2–1   | Allan Goes        | Empate                               | Pancrase: Eyes of Beast 4                            | 13/05/1995 | 1     | 10:00 | Chiba                  |                                                                            |
| Vitória | 3–2     | Minoru Suzuki     | Nocaute (socos)                      | Pancrase: Eyes of Beast 3                            | 08/04/1995 | 1     | 3:23  | Nagoya                 |                                                                            |
| Derrota | 2–2     | Masakatsu Funaki  | Finalização (chave de dedo)          | Pancrase: Eyes of Beast 2                            | 10/03/1995 | 1     | 5:11  | Yokohama               |                                                                            |
| Vitória | 2–1     | Katsuomi Inagaki  | Finalização (chave de braço)         | Pancrase: Eyes of Beast 1                            | 26/01/1995 | 1     | 6:14  | Nagoya                 |                                                                            |
| Derrota | 1–1     | Manabu Yamada     | Finalização (chave de acquiles)      | Pancrase - King of Pancrase Tournament Opening Round | 16/12/1994 | 1     | 8:38  | Tóquio                 |                                                                            |
| Vitória | 1–0     | Bas Rutten        | Decisão (majoritária)                | Pancrase - King of Pancrase Tournament Opening Round | 16/12/1994 | 1     | 10:00 | Tóquio                 |                                                                            |